# Kristýna Plíšková
Ne pas confondre avec Karolína Plíšková, sa sœur jumelle, également joueuse de tennis.
Kristýna Plíšková, née le 21 mars 1992 à Louny, est une joueuse de tennis tchèque, professionnelle depuis 2009.
En 2010, elle remporte le tournoi de Wimbledon junior. Elle remporte en double avec sa sœur un tournoi en 2013 et deux en 2014. Lors de l'Open d'Australie 2016, elle bat le record du nombre d'aces sur un match (31), mais perd le match. Finalement, c'est en septembre 2016, lors du tournoi de Tachkent, que Kristýna Plíšková remporte son premier « vrai » titre en WTA face à Nao Hibino. Avant cela, elle avait déjà remporté un tournoi en catégorie inférieure (un WTA 125) à Dalian. Contre Misa Eguchi, elle remporte le match en trois sets. Même chose pour son match contre Nao Hibino, à Tachkent où elle s'impose 6-3, 2-6, 6-3.
Elle a remporté un titre en simple et cinq titres en double dames sur le circuit WTA.
Sa sœur jumelle (vraie) Karolína est aussi une joueuse de tennis.
En décembre 2021, elle annonce attendre un enfant du footballeur Dávid Hancko. Elle annonce sa naissance le 31 mai 2022.

## Palmarès

### Titre en simple dames
| No | Date       | Nom et lieu du tournoi  | Catégorie | Dotation  | Surface    | Finaliste  | Score         |          |
| -- | ---------- | ----------------------- | --------- | --------- | ---------- | ---------- | ------------- | -------- |
| 1  | 26-09-2016 | Tashkent Open, Tachkent | Intern'l  | 250 000 $ | Dur (ext.) | Nao Hibino | 6-3, 2-6, 6-3 | Parcours |

### Finale en simple dames
| No | Date       | Nom et lieu du tournoi        | Catégorie | Dotation  | Surface      | Vainqueure   | Score         |          |
| -- | ---------- | ----------------------------- | --------- | --------- | ------------ | ------------ | ------------- | -------- |
| 1  | 01-05-2017 | J&T Banka Prague Open, Prague | Intern'l  | 250 000 $ | Terre (ext.) | Mona Barthel | 2-6, 7-5, 6-2 | Parcours |

### Titres en double dames
| No | Date       | Nom et lieu du tournoi                     | Catégorie | Dotation  | Surface      | Partenaire        | Finalistes                             | Score             |          |
| -- | ---------- | ------------------------------------------ | --------- | --------- | ------------ | ----------------- | -------------------------------------- | ----------------- | -------- |
| 1  | 07-10-2013 | Generali Ladies Linz                       | Intern'l  | 235 000 $ | Dur (int.)   | Karolína Plíšková | Gabriela Dabrowski Alicja Rosolska     | 7-66, 6-4         | Parcours |
| 2  | 07-07-2014 | Nürnberger Gastein Ladies Bad Gastein      | Intern'l  | 250 000 $ | Terre (ext.) | Karolína Plíšková | Andreja Klepač M. T. Torró Flor        | 4-6, 6-3, [10-6]  | Parcours |
| 3  | 08-09-2014 | Prudential Hong Kong Tennis Open Hong Kong | Intern'l  | 250 000 $ | Dur (ext.)   | Karolína Plíšková | Patricia Mayr Arina Rodionova          | 6-2, 2-6, [12-10] | Parcours |
| 4  | 15-07-2019 | Bucharest Open Bucarest                    | Intern'l  | 226 750 $ | Terre (ext.) | Viktória Kužmová  | Jaqueline Cristian Elena-Gabriela Ruse | 6-4, 7-63         | Parcours |
| 5  | 10-08-2020 | J&T Banka Prague Open Prague               | Intern'l  | 202 250 $ | Terre (ext.) | Lucie Hradecká    | Monica Niculescu Raluca Olaru          | 6-2, 6-2          | Parcours |

### Finale en double dames
| No | Date       | Nom et lieu du tournoi      | Catégorie | Dotation  | Surface      | Vainqueures                         | Partenaire        | Score            |          |
| -- | ---------- | --------------------------- | --------- | --------- | ------------ | ----------------------------------- | ----------------- | ---------------- | -------- |
| 1  | 08-07-2013 | XXVI Italiacom Open Palerme | Intern'l  | 235 000 $ | Terre (ext.) | Kristina Mladenovic Katarzyna Piter | Karolína Plíšková | 6-1, 5-7, [10-8] | Parcours |

### Titre en simple en WTA 125
| No | Date       | Nom et lieu du tournoi             | Catégorie | Dotation  | Surface    | Finaliste   | Score             |          |
| -- | ---------- | ---------------------------------- | --------- | --------- | ---------- | ----------- | ----------------- | -------- |
| 1  | 06-09-2016 | Dalian Women's Tennis Open, Dalian | WTA 125   | 125 000 $ | Dur (ext.) | Misa Eguchi | 7-5, 4-6, 2-5 ab. | Parcours |

### Titres en double en WTA 125
| No | Date       | Nom et lieu du tournoi                | Catégorie | Dotation  | Surface    | Partenaire      | Finalistes                       | Score     |          |
| -- | ---------- | ------------------------------------- | --------- | --------- | ---------- | --------------- | -------------------------------- | --------- | -------- |
| 1  | 03-09-2018 | Oracle Challenger Series Chicago      | WTA 125   | 140 000 $ | Dur (ext.) | Mona Barthel    | Asia Muhammad Maria Sanchez      | 6-3, 6-2  | Parcours |
| 2  | 25-02-2019 | Oracle Challenger Series Indian Wells | WTA 125   | 150 000 $ | Dur (ext.) | Evgeniya Rodina | Taylor Townsend Yanina Wickmayer | 7-67, 6-4 | Parcours |

## Parcours en Grand Chelem

### En simple dames
| Année | Open d'Australie | Open d'Australie    | Internationaux de France | Internationaux de France | Wimbledon       | Wimbledon                | US Open         | US Open                 |
| ----- | ---------------- | ------------------- | ------------------------ | ------------------------ | --------------- | ------------------------ | --------------- | ----------------------- |
| 2010  | —                | —                   | —                        | —                        | —               | —                        | Q3              | L. Domínguez Lino       |
| 2011  | Q1               | Erika Sema          | Q1                       | Zhang Ling               | 1er tour (1/64) | Marion Bartoli           | Q3              | Noppawan Lertcheewakarn |
| 2012  | Q1               | Irena Pavlovic      | Q1                       | Dinah Pfizenmaier        | 2e tour (1/32)  | Francesca Schiavone      | 2e tour (1/32)  | Mandy Minella           |
| 2013  | 2e tour (1/32)   | Sorana Cîrstea      | 1er tour (1/64)          | Mariana Duque Mariño     | 1er tour (1/64) | Jana Čepelová            | Q2              | Louisa Chirico          |
| 2014  | Q2               | Victoria Duval      | Q1                       | Anastasiya Vasylyeva     | 1er tour (1/64) | Yaroslava Shvedova       | 1er tour (1/64) | Alexandra Dulgheru      |
| 2015  | Q1               | Junri Namigata      | Q1                       | Gabriela Dabrowski       | 3e tour (1/16)  | Monica Niculescu         | Q1              | Maryna Zanevska         |
| 2016  | 2e tour (1/32)   | Mónica Puig         | 1er tour (1/64)          | Teliana Pereira          | 1er tour (1/64) | Duan Ying-Ying           | Q2              | Aleksandra Krunić       |
| 2017  | 3e tour (1/16)   | Angelique Kerber    | 1er tour (1/64)          | Chloé Paquet             | 2e tour (1/32)  | María Sákkari            | 2e tour (1/32)  | Magdaléna Rybáriková    |
| 2018  | 1er tour (1/64)  | Agnieszka Radwańska | 1er tour (1/64)          | Serena Williams          | 1er tour (1/64) | Alexandra Dulgheru       | 1er tour (1/64) | Kiki Bertens            |
| 2019  | 2e tour (1/32)   | Zhang Shuai         | 1er tour (1/64)          | Lauren Davis             | 1er tour (1/64) | Kaja Juvan               | 2e tour (1/32)  | Elise Mertens           |
| 2020  | 1er tour (1/64)  | Heather Watson      | 2e tour (1/32)           | Garbiñe Muguruza         | Annulé          | Annulé                   | 1er tour (1/64) | Donna Vekić             |
| 2021  | 1er tour (1/64)  | Heather Watson      | 1er tour (1/64)          | Barbora Krejčíková       | 2e tour (1/32)  | Anastasia Pavlyuchenkova | 2e tour (1/32)  | Petra Kvitová           |

N.B. : à droite du résultat se trouve le nom de l'ultime adversaire.

### En double dames
| Année | Open d'Australie                                                         | Open d'Australie                                                             | Internationaux de France                                                     | Internationaux de France                                                     | Wimbledon                                                             | Wimbledon | US Open                                                                      | US Open |
| ----- | ------------------------------------------------------------------------ | ---------------------------------------------------------------------------- | ---------------------------------------------------------------------------- | ---------------------------------------------------------------------------- | --------------------------------------------------------------------- | --------- | ---------------------------------------------------------------------------- | ------- |
| 2012  | —                                                                        | —                                                                            | —                                                                            | —                                                                            | —                                                                     | —         | 1er tour (1/32) Plíšková \|\| style="text-align:left;" \| Bratchikova Panova |         |
|       |                                                                          |                                                                              |                                                                              |                                                                              |                                                                       |           |                                                                              |         |
| 2014  | —                                                                        | —                                                                            | 1er tour (1/32) Plíšková \|\| style="text-align:left;" \| Gajdošová Husárová | 1er tour (1/32) Plíšková \|\| style="text-align:left;" \| Babos Mladenovic   | 1er tour (1/32) Plíšková \|\| style="text-align:left;" \| Black Mirza |           |                                                                              |         |
| 2015  | —                                                                        | —                                                                            | 2e tour (1/16) Plíšková \|\| style="text-align:left;" \| Husárová Kania      | 1er tour (1/32) Plíšková \|\| style="text-align:left;" \| Niculescu Savchuk  | —                                                                     | —         |                                                                              |         |
|       |                                                                          |                                                                              |                                                                              |                                                                              |                                                                       |           |                                                                              |         |
| 2017  | 3e tour (1/8) Golubic \|\| style="text-align:left;" \| Makarova Vesnina  | 2e tour (1/16) Golubic \|\| style="text-align:left;" \| Chan Hingis          | 1er tour (1/32) Golubic \|\| style="text-align:left;" \| Grönefeld Peschke   | 1er tour (1/32) Golubic \|\| style="text-align:left;" \| Čepelová Rybáriková |                                                                       |           |                                                                              |         |
| 2018  | 2e tour (1/16) Vekić \|\| style="text-align:left;" \| Kichenok Rodionova | —                                                                            | —                                                                            | —                                                                            | —                                                                     | —         | —                                                                            |         |
|       |                                                                          |                                                                              |                                                                              |                                                                              |                                                                       |           |                                                                              |         |
| 2020  | 1er tour (1/32) Begu \|\| style="text-align:left;" \| Krawczyk Pegula    | 1/8 de finale Kužmová \|\| style="text-align:left;" \| Krejčíková Siniaková  | Annulé                                                                       | Annulé                                                                       | —                                                                     | —         |                                                                              |         |
| 2021  | 2e tour (1/16) Hradecká \|\| style="text-align:left;" \| Fichman Olmos   | 1/4 de finale Plíšková \|\| style="text-align:left;" \| Krejčíková Siniaková | —                                                                            | —                                                                            | —                                                                     | —         |                                                                              |         |

N.B. : le nom du ou de la partenaire se trouve sous le résultat ; les noms des ultimes adversaires se trouvent à droite.

## Parcours en «Premier» et WTA 1000
Les tournois WTA « Premier Mandatory » et « Premier 5 » (entre 2009 et 2020) et WTA 1000 (à partir de 2021) constituent les catégories d'épreuves les plus prestigieuses, après les quatre levées du Grand Chelem. 

De 2009 à 2023, les tournois Premier Mandatory (dits tournois WTA 1000 obligatoires entre 2021 et 2023) regroupent Indian Wells, Miami, Madrid et Pékin, les autres constituant les tournois Premier 5 (tournois WTA 1000 non-obligatoires). À partir de 2024, le nombre de tournois WTA 1000 passe à 10 par saison (fin de l’alternance Doha / Dubaï), ces derniers devenant tous obligatoires et offrant tous 1000 points à la vainqueure (contre 900 points précédemment pour les tournois Premier 5).

### En simple dames
| Année |       |                |                            |                          |                           |                       |            |       |             |                         |  |                      |
| Doha  | Dubaï | Indian Wells   | Miami                      | Madrid                   | Rome                      | Canada                | Cincinnati | Pékin |             | Tokyo                   |  |                      |
| Doha  | Dubaï | Indian Wells   | Miami                      | Madrid                   | Rome                      | Canada                | Cincinnati | Pékin | Wuhan       |                         |  |                      |
| Doha  | Dubaï | Indian Wells   | Miami                      | Madrid                   | Rome                      | Canada                | Cincinnati | Pékin | Guadalajara |                         |  |                      |
| 2011  |       | Hors catégorie |                            |                          |                           |                       |            |       |             |                         |  | 1er tour (1/32) Peer |
|       |       |                |                            |                          |                           |                       |            |       |             |                         |  |                      |
| 2016  |       |                | Hors catégorie             | 1er tour (1/64) Shvedova | 3e tour (1/16) Begu       |                       |            |       |             |                         |  |                      |
| 2017  |       | Hors catégorie | 2e tour (1/16) Davis       | 3e tour (1/16) Cibulková | 1er tour (1/64) Minella   | 1er tour (1/32) Halep |            |       |             | 1er tour (1/32) Kvitová |  |                      |
| 2018  |       |                | Hors catégorie             | 2e tour (1/32) Halep     | 1er tour (1/64) Sasnovich | 3e tour (1/8) Halep   |            |       |             |                         |  |                      |
| 2019  |       | Hors catégorie |                            |                          | 1er tour (1/64) Jabeur    | 2e tour (1/16) Vekić  |            |       |             |                         |  |                      |
|       |       |                |                            |                          |                           |                       |            |       |             |                         |  |                      |
| 2021  |       | Hors catégorie | 1er tour (1/32) Martincová |                          | 1er tour (1/64) Boulter   |                       |            |       |             | Annulé                  |  | Annulé               |

Sous le résultat, l’ultime adversaire.
1. 1 2   Les tournois de Doha et Dubaï alternent le statut de tournoi WTA 1000 (ex Premier 5) entre 2009 et 2023 : les trois premières éditions ont lieu à Dubaï, les trois suivantes à Doha, puis Dubaï accueille le tournoi de cette catégorie les années impaires et Dubaï les années paires. De 2011 à 2023, la ville qui n’accueille pas de WTA 1000 organise à la place un tournoi WTA 500 (ex Premier).
2. 1 2 3 4 5 6 7 8   L’ordre de déroulement des tournois a évolué depuis 2009 : Rome se dispute avant Madrid et Cincinnati avant Montréal/Toronto jusqu’en 2010, tandis que Tokyo/Wuhan/Guadalajara ont lieu avant Pékin jusqu’en 2023.
3. 1 2  Du fait de la pandémie de Covid-19, les tournois d’Indian Wells, de Miami, de Madrid, du Canada, de Wuhan et de Pékin sont annulés en 2020. Ces deux derniers le sont également en 2021. Pour des raisons d’organisation, le tournoi de Cincinnati 2020 a exceptionnellement lieu à Flushing Meadows à New York.

## Parcours en Fed Cup
| #                                                                            | Date       | Lieu          | Surface      | Gagnante(s)                     | Perdante(s)                          | Score    |          |
| ---------------------------------------------------------------------------- | ---------- | ------------- | ------------ | ------------------------------- | ------------------------------------ | -------- | -------- |
|                                                                              |            |               |              |                                 |                                      |          |          |
| 2017 - 1/2 finale (groupe mondial) - États-Unis - République tchèque - 3 - 2 |            |               |              |                                 |                                      |          |          |
| 1                                                                            | 22/04/2017 | Wesley Chapel | Terre (ext.) | Bethanie Mattek Coco Vandeweghe | Kristýna Plíšková Kateřina Siniaková | 6-2, 6-3 | Parcours |

## Classements WTA en fin de saison
| Année          | 2007 | 2008 | 2009 | 2010 | 2011 | 2012 | 2013 | 2014 | 2015 | 2016 | 2017 | 2018 | 2019 | 2020 | 2021 |
| Rang en simple | 861  | 753  | 506  | 227  | 179  | 110  | 121  | 123  | 113  | 60   | 61   | 97   | 67   | 69   | 146  |
| Rang en double | 917  | –    | –    | 382  | 142  | 101  | 85   | 71   | 194  | 184  | 74   | 115  | 54   | 49   | 139  |

Source : (en) Classements de Kristýna Plíšková sur le site officiel de la Fédération internationale de tennis

## Records et statistiques

### Victoires sur le top 10
Toutes ses victoires sur des joueuses classées dans le top 10 de la WTA lors de la rencontre.
| Légende      |
| Grand Chelem |
| Premier      |
| Intern'l     |
| Fed Cup      |

| # |        |  | Tournoi    | Année | Surface |  | Adversaire        | Rang  | Tour | Score          | Tableau |
| - | ------ |  | ---------- | ----- | ------- |  | ----------------- | ----- | ---- | -------------- | ------- |
| 1 | no 101 |  | Miami      | 2016  | Dur     |  | Belinda Bencic    | no 10 | 1/32 | 4-1 ab.        | Tableau |
| 2 | no 61  |  | Shenzhen   | 2018  | Dur     |  | Jeļena Ostapenko  | no 7  | 1/16 | 6-1, 6-4       | Tableau |
| 3 | no 112 |  | Birmingham | 2019  | Gazon   |  | Karolína Plíšková | no 3  | 1/8  | 6-2, 3-6, 7-67 | Tableau |